# Soulfly
A Soulfly amerikai metalegyüttes, amelyet a Sepultura korábbi énekes-gitárosa Max Cavalera alapított 1997-ben, miután a menedzserüket (aki Max felesége volt) a zenekar többi tagja kilépésre késztette a Sepulturából. Cavalera mellett a zenekar meghatározó tagja a szólógitáros Marc Rizzo. 2012 óta Max Cavalera fia, Zyon dobol az együttesben. A Soulflynak megalakulása óta tíz nagylemeze jelent meg. Első két lemezükön nu metalt játszottak, a harmadik lemezükkel kezdve inkább groove/alternatív  metalt játszanak, illetve a thrash/death metal műfajok is feltűntek a zenéjükben.

## Diszkográfia
- Soulfly (1998)
- Primitive (2000)
- 3 (2002)
- Prophecy (2004)
- Dark Ages (2005)
- Conquer (2008)
- Omen (2010)
- Enslaved (2012)
- Savages (2013)
- Archangel (2015)
- Ritual (2018)
- Totem (2022)

## Tagok
Jelenlegi tagok
- Max Cavalera – ének, ritmusgitár (1997–napjainkig)
- Marc Rizzo – szólógitár (2003–napjainkig)
- Zyon Cavalera – dobok, ütősök (2012–napjainkig)
- Mike Leon – basszusgitár (2015–napjainkig)

Korábbi tagok
- Jackson Bandeira (Lúcio Maia) – gitár (1997–1998)
- Logan Mader – gitár (1998–1999)
- Mikey Doling – gitár (1999–2003)
- Marcelo "Cello" Dias – basszusgitár, háttérvokál (1997–2003)
- Roy Mayorga – dobok, ütősök (1997–1999, 2001–2003)
- Bobby Burns – basszusgitár, háttérvokál (2003–2010)
- Joe Nunez – dobok, ütősök (2000–2001, 2003–2011)
- David Kinkade – dobok, ütősök (2011–2012)
- Tony Campos – basszusgitár, háttérvokál (2011–2015)